# Lực lượng Vũ trang Cách mạng Cuba
Lực lượng Vũ trang Cách mạng Cuba (tiếng Tây Ban Nha: Fuerzas Armadas Revolucionarias – FAR) bao gồm Lục quân Cách mạng, Phòng không Không quân Cách mạng, Hải quân Cách mạng và các cơ quan bán quân sự khác trong đó có Lực lượng Dân quân Lãnh thổ  (Milicias de Tropas Territoriales – MTT), Lao động Thanh niên quân (Ejército Juvenil del Trabajo – EJT), và Lữ đoàn Quốc phòng và Sản xuất (Brigadas de Producción y Defensa – BPD), cộng thêm Tổ chức Phòng thủ Dân sự (Defensa Civil de Cuba – DCC), Viện Dự trữ Quốc gia (Instituto Nacional de las Reservas Estatales – INRE).
Lực lượng vũ trang từ lâu đã trở thành thể chế quyền lực nhất ở Cuba. Quân đội quản lý nhiều doanh nghiệp trong các lĩnh vực kinh tế chủ chốt chiếm khoảng 4% nền kinh tế Cuba. Lãnh đạo quân đội trước đây là Bí thư thứ nhất Đảng Cộng sản Cuba, Chủ tịch Hội đồng Nhà nước, Raúl Castro. Trong nhiều bài phát biểu, Raúl Castro nhấn mạnh vai trò quân đội là "bạn của nhân dân".
Hiến pháp Cuba năm 2019 quy định rằng Chủ tịch nước Cộng hòa Cuba nắm giữ chức vụ Tổng Tư lệnh tối cao của Lực lượng Vũ trang Cách mạng và xác định tổ chức chung của tổ chức này. Miguel Díaz-Canel trở thành quan chức dân sự đầu tiên giữ chức vụ này kể từ khi Cách mạng Chiến thắng.

## Lịch sử
Quân đội Cuba ban đầu được thành lập lần đầu tiên vào năm 1895 bởi những người cách mạng Cuba trong Chiến tranh giành độc lập của Cuba.
Trong Chiến tranh Lạnh, Liên Xô viện trợ cả quân sự và tài chính cho Cuba. Từ năm 1966 đến cuối những năm 1980, sự hỗ trợ quân sự của Chính phủ Liên Xô đã giúp Cuba nâng cao khả năng quân sự của mình lên vị trí số một ở Mỹ Latinh và phát triển sức mạnh ra nước ngoài. Phái bộ quân sự Cuba đầu tiên ở châu Phi được thành lập ở Ghana vào năm 1961. Lực lượng quân sự của Cuba đã xuất hiện ở Algeria vào năm 1963, khi một lữ đoàn quân y từ Havana đến để hỗ trợ chính phủ Algeria. Kể từ những năm 1960, Cuba đã gửi lực lượng quân sự đến các nước châu Phi và Ả Rập - Syria vào năm 1973, Ethiopia vào năm 1978, cuộc can thiệp của Cuba vào Angola từ năm 1975 đến năm 1989, và Nicaragua và El Salvador trong những năm 1980. Khối lượng hàng hóa quân sự của Liên Xô giao cho Cuba trong hầu hết những năm 1980 đều vượt quá lượng giao hàng trong bất kỳ năm nào kể từ khi quân đội được xây dựng trong Cuộc khủng hoảng tên lửa Cuba năm 1962.
Năm 1989, chính phủ thành lập một cuộc thanh tra toàn bộ các lực lượng vũ trang và Bộ Nội vụ, tuyên án Trung tướng Anh hùng Cộng hòa Cuba Arnaldo Ochoa Sanchez, Đại tá Antonio de la Guardia (Tony la Guardia), và Thiếu tướng Patricio de la Guardia về tội tham nhũng và buôn bán ma túy. Phán quyết này ở Cuba được biết đến với cái tên "Causa 1" (Căn nguyên 1). Ochoa và Antonio de la Guardia bị xử tử. Sau các cuộc thanh tra, Quân đội đã bị cắt giảm đáng kể, Bộ Nội vụ được chuyển đến dưới sự kiểm soát không chính thức của Tổng tư lệnh Lực lượng vũ trang Cách mạng, Tướng Raúl Castro (em trai của Fidel Castro), và một số lượng lớn các sĩ quan quân đội đã được chuyển đến Bộ Nội vụ.
Cơ quan Tình báo Quốc phòng Hoa Kỳ (DIA) đã báo cáo vào năm 1998 rằng các tổ chức bán quân sự của Cuba, Lực lượng Dân quân Lãnh thổ, Lao động Thanh niên quân và Dân quân Hải quân đã bị xuống cấp đáng kể về tinh thần và huấn luyện trong bảy năm trước đó nhưng vẫn có khả năng "khiến cho một cuộc xâm lược của kẻ thù tốn kém". Cuba cũng áp dụng chiến lược "chiến tranh nhân dân" đề cao tính chất phòng thủ trong các khả năng của mình.
Vào ngày 14 tháng 9 năm 2012, một vị tướng cấp cao của Cuba đã đồng ý làm sâu sắc hơn nữa quan hệ hợp tác quân sự với Trung Quốc trong chuyến thăm tới Bắc Kinh. Ông nói rằng Cuba sẵn sàng tăng cường trao đổi với quân đội Trung Quốc và tăng cường hợp tác song phương trong đào tạo nhân viên và các lĩnh vực khác.
Sức mạnh quân sự của Cuba đã giảm mạnh do mất trợ cấp của Liên Xô sau khi Chiến tranh Lạnh kết thúc, và ngày nay Lực lượng vũ trang cách mạng có số lượng 39,000 quân chính quy.
Vào tháng 4 năm 2021, Tổng Tham mưu trưởng Álvaro López Miera nhậm chức Bộ trưởng Bộ các Lực lượng Vũ trang Cách mạng Cuba.

## Cấu trúc
Cơ cấu lãnh đạo của quân đội dựa trên vai trò lãnh đạo của Tổng tư lệnh. Chức vụ này được Fidel Castro nắm giữ từ những ngày còn trong Quân đội khởi nghĩa cho đến ngày 24 tháng 2 năm 2008. Sau đó, được chuyển giao cho Đại tướng Raúl Castro, sau khi được bổ nhiệm làm Chủ tịch Hội đồng Nhà nước Cuba cùng ngày. Và hiện tại chức vụ do Chủ tịch nước Cộng hòa đương nhiệm, Miguel Diaz-Canel Bermúdez nắm giữ.
Bộ trưởng FAR hiện tại là Thượng tướng Álvaro López Miera, được bổ nhiệm ngày 15 tháng 4 năm 2021 thay thế cho Thượng tướng Leopoldo Cintra Frías. Thứ trưởng thứ nhất là Thượng tướng Joaquín Quintas Solá. Cả hai, đều có danh hiệu Anh hùng Cộng hòa Cuba và là cựu chiến binh trong các cuộc chiến tranh ở Châu Phi.
Cơ cấu hạt nhân của FAR có Bộ Tổng tham mưu, Tổng tham mưu trưởng đứng đầu Bộ Tổng tham mưu, với chức danh thứ trưởng. Tổng tham mưu trưởng hiện tại là Trung tướng Roberto Legrá Sotolongo.
FAR được tạo thành từ bốn quân chủng:
- Lục quân Cách mạng
- Phòng không - Không quân Cách mạng
- Hải quân Cách mạng
- Thanh niên Lao động quân

Được bổ sung bởi các lực lượng không thường trực:
- Lực lượng Dân quân Lãnh thổ (MTT). Lực lượng kế tiục Dân quân Cách mạng Quốc gia. Tổ chức thành các Tiểu đoàn, Trung đoàn trên lãnh thổ các tỉnh, thành phố trực thuộc Trung ương.
- Lữ đoàn Quốc phòng và Sản xuất (BPD). Nhằm góp phần phát triển bộ máy sản xuất của đất nước trong thời kỳ chiến tranh. Được tổ chức trong các Khu vực phòng thủ (hơn 2,000 trong cả nước) và tại các trung tâm sản xuất hoặc nghiên cứu.

FAR được chia theo cấu trúc, ngoài vũ khí, thành ba quân chủng, lãnh đạo tất cả các đơn vị quân sự trực thuộc đóng trên các lãnh thổ đó. Tương tự như vậy, mỗi tỉnh có một Bộ Tham mưu cấp tỉnh và hợp thành một Quân khu (Región Militar).
- Binh đoàn miền Tây: Phạm vi phòng thủ từ tỉnh Pinar del Río đến tỉnh Matanzas, bao gồm cả Havana, thủ đô của nước Cộng hòa. Tư lệnh Binh đoàn miền Tây là Trung tướng Raúl Omar Acosta Gregorich.
- Binh đoàn miền Trung: Phạm vi phòng thủ các tỉnh Villa Clara, Cienfuegos, Sancti Spíritus và Ciego de Ávila. Tư lệnh Binh đoàn miền Trung là Trung tướng Andrés Laureano González Brito.
- Binh đoàn miền Đông: Được gọi là "Binh đoàn Cao quý", phạm vi phòng thủ từ tỉnh Camagüey đến Guantánamo, bao gồm cả đường biên giới với Căn cứ Hải quân Guantánamo, do Hoa Kỳ chiếm đóng. Tư lệnh Binh đoàn miền Đông là Trung tướng Agustín Peña Porres.

Nhóm quân thứ tư, Lao động Thanh niên quân (EJT), các đơn vị tân binh được huy động cho các nhiệm vụ sản xuất, thường là nông nghiệp, nhưng là những người đầu tiên được huấn luyện quân sự.
Ngoài ra, FAR chỉ đạo Tổ chức Phòng vệ Dân sự Cuba, một cơ quan phòng chống thiên tai; và Viện Dự trữ Nhà nước Quốc gia (INRE), cơ quan kiểm soát các nguồn dự trữ khẩn cấp và thời chiến trong cả nước.

## Cấp bậc quân hàm
Quân hàm Lực lượng Vũ trang Cách mạng Cuba được thành lập và quy định bởi Luật Tổ chức Quân đội. 
| Lực lượng                             | Cấp Soái                        | Cấp Soái                        | Cấp Tướng                                     | Cấp Tướng                     | Cấp Tướng                                  | Cấp Tướng                                  | Cấp Tướng                       | Cấp Tướng                       | Cấp Tướng                      | Cấp Tướng                      | Cấp Tá                  | Cấp Tá                  | Cấp Tá                      | Cấp Tá                      | Cấp Tá                      | Cấp Tá                      | Cấp Úy                   | Cấp Úy                   | Cấp Úy                        | Cấp Úy                        | Cấp Úy                       | Cấp Úy                       | Cấp Úy               | Cấp Úy               | Học viên sĩ quan | Học viên sĩ quan | Học viên sĩ quan | Học viên sĩ quan | Học viên sĩ quan | Học viên sĩ quan | Học viên sĩ quan | Học viên sĩ quan | Học viên sĩ quan | Học viên sĩ quan | Học viên sĩ quan | Học viên sĩ quan |
| ------------------------------------- | ------------------------------- | ------------------------------- | --------------------------------------------- | ----------------------------- | ------------------------------------------ | ------------------------------------------ | ------------------------------- | ------------------------------- | ------------------------------ | ------------------------------ | ----------------------- | ----------------------- | --------------------------- | --------------------------- | --------------------------- | --------------------------- | ------------------------ | ------------------------ | ----------------------------- | ----------------------------- | ---------------------------- | ---------------------------- | -------------------- | -------------------- | ---------------- | ---------------- | ---------------- | ---------------- | ---------------- | ---------------- | ---------------- | ---------------- | ---------------- | ---------------- | ---------------- | ---------------- |
| Lục quân Cách mạng Cuba               |                                 |                                 |                                               |                               |                                            |                                            |                                 |                                 |                                |                                |                         |                         |                             |                             |                             |                             |                          |                          |                               |                               |                              |                              |                      |                      | Chưa rõ          | Chưa rõ          | Chưa rõ          | Chưa rõ          | Chưa rõ          | Chưa rõ          | Chưa rõ          | Chưa rõ          | Chưa rõ          | Chưa rõ          | Chưa rõ          | Chưa rõ          |
| Lục quân Cách mạng Cuba               | Comandante en Jefe Tổng Tư lệnh | Comandante en Jefe Tổng Tư lệnh | Comandante de la Revolución Tư lệnh Cách mạng | General de Ejército Đại tướng | General de Cuerpo de Ejército Thượng tướng | General de Cuerpo de Ejército Thượng tướng | General de División Trung tướng | General de División Trung tướng | General de Brigada Thiếu tướng | General de Brigada Thiếu tướng | Coronel Đại tá          | Coronel Đại tá          | Teniente Coronel Trung tá   | Teniente Coronel Trung tá   | Mayor Thiếu tá              | Mayor Thiếu tá              | Capitán Đại úy           | Capitán Đại úy           | Primer Teniente Thượng úy     | Primer Teniente Thượng úy     | Teniente Trung úy            | Teniente Trung úy            | Subteniente Thiếu úy | Subteniente Thiếu úy | Chưa rõ          | Chưa rõ          | Chưa rõ          | Chưa rõ          | Chưa rõ          | Chưa rõ          | Chưa rõ          | Chưa rõ          | Chưa rõ          | Chưa rõ          | Chưa rõ          | Chưa rõ          |
| Hải quân Cách mạng Cuba               | Không có tương đương            | Không có tương đương            | Không có tương đương                          | Không có tương đương          |                                            |                                            |                                 |                                 |                                |                                |                         |                         |                             |                             |                             |                             |                          |                          |                               |                               |                              |                              |                      |                      | Chưa rõ          | Chưa rõ          | Chưa rõ          | Chưa rõ          | Chưa rõ          | Chưa rõ          | Chưa rõ          | Chưa rõ          | Chưa rõ          | Chưa rõ          | Chưa rõ          | Chưa rõ          |
| Hải quân Cách mạng Cuba               | Không có tương đương            | Không có tương đương            | Không có tương đương                          | Không có tương đương          | Almirante Đô đốc                           | Almirante Đô đốc                           | Vicealmirante Phó Đô đốc        | Vicealmirante Phó Đô đốc        | Contralmirante Chuẩn Đô đốc    | Contralmirante Chuẩn Đô đốc    | Capitán de Navío Đại tá | Capitán de Navío Đại tá | Capitán de Fragata Trung tá | Capitán de Fragata Trung tá | Capitán de Corbeta Thiếu tá | Capitán de Corbeta Thiếu tá | Teniente de Navío Đại úy | Teniente de Navío Đại úy | Teniente de Fragata Thượng úy | Teniente de Fragata Thượng úy | Teniente de Corbeta Trung úy | Teniente de Corbeta Trung úy | Alférez Thiếu úy     | Alférez Thiếu úy     | Chưa rõ          | Chưa rõ          | Chưa rõ          | Chưa rõ          | Chưa rõ          | Chưa rõ          | Chưa rõ          | Chưa rõ          | Chưa rõ          | Chưa rõ          | Chưa rõ          | Chưa rõ          |
| Phòng không Không quân Cách mạng Cuba | Không có tương đương            | Không có tương đương            | Không có tương đương                          | Không có tương đương          |                                            |                                            |                                 |                                 |                                |                                |                         |                         |                             |                             |                             |                             |                          |                          |                               |                               |                              |                              |                      |                      | Chưa rõ          | Chưa rõ          | Chưa rõ          | Chưa rõ          | Chưa rõ          | Chưa rõ          | Chưa rõ          | Chưa rõ          | Chưa rõ          | Chưa rõ          | Chưa rõ          | Chưa rõ          |
| Phòng không Không quân Cách mạng Cuba | Không có tương đương            | Không có tương đương            | Không có tương đương                          | Không có tương đương          | General de Cuerpo de Ejército Thượng tướng | General de Cuerpo de Ejército Thượng tướng | General de División Trung tướng | General de División Trung tướng | General de Brigada Thiếu tướng | General de Brigada Thiếu tướng | Coronel Đại tá          | Coronel Đại tá          | Teniente Coronel Trung tá   | Teniente Coronel Trung tá   | Mayor Thiếu tá              | Mayor Thiếu tá              | Capitán Đại úy           | Capitán Đại úy           | Primer Teniente Thượng úy     | Primer Teniente Thượng úy     | Teniente Trung úy            | Teniente Trung úy            | Subteniente Thiếu úy | Subteniente Thiếu úy | Chưa rõ          | Chưa rõ          | Chưa rõ          | Chưa rõ          | Chưa rõ          | Chưa rõ          | Chưa rõ          | Chưa rõ          | Chưa rõ          | Chưa rõ          | Chưa rõ          | Chưa rõ          |

## Tuyển quân và xuất ngũ
Trong quá trình tuyển quân, các ủy ban khác nhau có nhiệm vụ quyết định mỗi thanh niên được vào hàng ngũ. Các Ủy ban này được cơ cấu bởi các cán bộ của FAR, MININT, các tổ chức chính trị - xã hội của địa phương. Gia đình của những người được tuyển dụng cũng được mời đến phỏng vấn.
Nam thanh niên Cuba đủ 18 tuổi phải tham gia Nghĩa vụ quân sự tại ngũ bắt buộc (Servicio Militar Activo, SMA) trong thời gian hai năm. Trường hợp là nữ tự nguyện thì gọi là Nữ nghĩa vụ quân sự tình nguyện (Servicio Militar Voluntario Femenino); Nếu họ đáp ứng các yêu cầu tuyển quân, thường được chấp nhận. SMA cũng là một trong những lựa chọn khả thi để vào đại học.
Xuất ngũ trước thời hạn là một cách động viên khích lệ những chiến sĩ gương mẫu.
Khi kết thúc Nghĩa vụ quân sự tại ngũ, quân nhân nhận được cấp giấy chứng nhận tương ứng từ thủ trưởng đơn vị tương ứng. Được coi là tốt nghiệp Nghĩa vụ quân sự tại ngũ khi công dân hết thời hạn công tác, nhận các giấy tờ của mình để đăng ký nghĩa vụ quân sự dự bị hoặc được loại khỏi cơ quan đăng ký quân sự và công nhận hợp lệ trong cơ quan đăng ký quân sự nơi mình cư trú.

### Các trường hợp quy định việc cấp giấy phép Nghĩa vụ quân sự
Nghị quyết số 47 bổ sung điều 51 Chương IV Luật 75 (Luật Quốc phòng) quy định: Thượng sĩ, hạ sĩ, quân nhân, thủy thủ đang thực hiện Nghĩa vụ quân sự tại ngũ được xuất ngũ trong các trường hợp sau đây:
Quân nhân không chuyên nghiệp:
- Đối với việc tuân thủ thời hạn phục vụ, người phục vụ đủ thời hạn Nghĩa vụ quân sự tại ngũ do người được gọi xác lập.
- Vì bệnh tật, bất kỳ ai đã được ủy ban quân y cho phép không đủ sức khỏe.
- Do việc gia đình, trường hợp nghiêm trọng nên đề nghị với Hội đồng tuyển quân tỉnh và theo quyết định của Thủ trưởng được Bộ trưởng Bộ Lực lượng vũ trang cách mạng ủy quyền.
- Động viên khen thưởng những người gương mẫu tại ngũ theo quyết định của Bộ trưởng Bộ Lực lượng vũ trang cách mạng.
- Để chuyển sang cung cấp các hình thức thay thế để tính thời hạn Nghĩa vụ quân sự tại ngũ, trong trường hợp được Bộ Các lực lượng vũ trang cách mạng chấp thuận.
- Theo quyết định của Bộ trưởng Bộ Lực lượng vũ trang cách mạng, khi có lý do cần thiết.
- Riêng, chỉ giành cho Nữ nghĩa vụ quân sự tình nguyện khi có lý do chính đáng.
- Bằng hình thức xử phạt tư pháp, những người đã bị tòa án xử phạt tước tự do trong hơn hai lần hoặc khi, bất kể thời hạn của hình phạt, phải tuân theo lệnh tại một cơ sở trại giam.

## Các lực lượng đặc biệt
Trong giai đoạn đầu của sứ mệnh quốc tế của Cuba tại Angola. Một lực lượng đặc nhiệm của Cuba đã được cử sang hoạt động, lực lượng này thuộc Bộ Nội vụ Cuba. Sau khi phụ thuộc vào Bộ Nội vụ trong trận Quifangondo năm 1975. Năm 1977, Bộ Lực lượng Vũ trang Cách mạng quyết định có lực lượng đặc biệt của riêng mình.
Như vậy, với sự cố vấn của các sĩ quan Liên Xô, Việt Nam và Triều Tiên cùng với kinh nghiệm của các sĩ quan lính đặc nhiệm Bộ Nội vụ, lực lượng đặc nhiệm của Bộ Lực lượng Vũ trang Cách mạng được hình thành. Có tên gọi là Ong bắp cày đen (Avispas Negras), đội hình này được đào tạo tinh nhuệ và chịu trách nhiệm thực hiện các nhiệm vụ tình báo và hành động trong lãnh thổ do quân thù kiểm soát. Họ thuộc Bộ Lực lượng Vũ trang Cách mạng (MINFAR). Cho đến năm 2010, tổng hành dinh của lực lượng này được đặt tại thị trấn "El Cacho", thuộc tỉnh Pinar del Río, được gọi là "Học viện Quốc gia Lực lượng Đặc biệt (ENTE) Baragúa" (Escuela Nacional de Tropas Especiales (ENTE) Baragúa), mặc dù các trung tâm đào tạo khác cũng được biết đến ở "El Nicho", ở trung Sierra del Escambray và "Seboruco", ở đông Sierra Maestra. Hiện tại, việc đào tạo cử nhân về chuyên ngành quân sự lần lượt được chuyển cho các Trường đa quân chủng Antonio Maceo và José Maceo ở Havana và Santiago de Cuba; và ở tất cả các quân khu đều có các trung tâm huấn luyện và đào tạo cấp tốc những đặc binh này, dưới hình thức các Trung đoàn đặc biệt.
Các căn cứ chính khác nằm ở nhà tù quân sự cũ "El Pitirre" Havana, ở km 8 Quốc lộ và "Playa Baracoa" ở khu vực giữa Havana và Artemisa, 
với các đơn vị nhỏ hơn khác ở "El Bosque de La Habana" và "El Reloj Club", gần sân bay Rancho Boyeros.
Kể từ năm 2011, những người lính đặc biệt này đã được phân biệt bằng cách đội "mũ nồi xanh". Ngoài ra, "quân cảnh" với "mũ nồi đỏ" cũng thuộc về họ, đó là Quân cảnh Cuba và một tiểu đoàn bổ sung là lính cảnh vệ đặc biệt, trực thuộc Tổng cục phản gián FAR.
Tương tự như vậy, Lữ đoàn Đặc biệt của PNR (Cảnh sát Cách mạng Quốc gia), từ năm 2012, các thành viên của lữ đoàn bắt đầu mặc đồng phục màu xanh ô liu và được gọi là Lữ đoàn Đặc biệt của Bộ Nội vụ (MININT), với mục tiêu chính là kiểm soát bạo loạn (chống bạo động). Tuy nhiên, lữ đoàn cũng được huấn luyện từ những đội quân tinh nhuệ và trong thời gian chiến tranh được chuẩn bị để thực hiện các nhiệm vụ ở hậu phương của quân thù. Cho đến năm 2011, đơn vị này trực thuộc Tổng cục Cảnh sát Cách mạng Quốc gia (Dirección General de la Policía Nacional Revolucionaria, DGPNR) và các Lữ đoàn Đặc công cấp tỉnh trực thuộc các sở MININT ở mỗi tỉnh. Đó là lý do tại sao; lữ đoàn mặc đồng phục màu xanh lam tương tự như PNR, nhưng phân biệt bằng mũ nồi đen, bây giờ họ tiếp tục đội mũ nồi đen, nhưng mặc đồng phục màu xanh ô liu; biểu tượng đặc biệt là một con gà trống, đó là lý do tại sao họ được gọi là "Los Gallitos", và phương châm của họ là "chúng tôi giống như những con gà trống tốt, chúng tôi không bao giờ rời khỏi võ đài".
Ngoài ra còn có một Lữ đoàn Đặc nhiệm Quốc gia (Brigada Especial Nacional, BEN) của MININT được điều hành theo nghị quyết của Bộ trưởng Bộ Nội vụ, nó được phân biệt bằng cách mặc đồng phục đen, đội mũ nồi đen và đặc điểm giống gà chọi, nhưng có dòng chữ BEN; Các lực lượng tinh nhuệ này, ngoài công tác chuẩn bị thông thường, còn phụ trách các hoạt động chống khủng bố và các hoạt động biệt kích chống lại tội phạm phức tạp hoặc các hành động nghiêm trọng chống lại công dân.
Bộ chỉ huy đặc biệt Ban An ninh Nhà nước (DSE) là một đơn vị rất nhỏ với các thành viên được lựa chọn chủ yếu từ các cơ quan tinh nhuệ khác (Ong bắp cày đen, Lữ đoàn đặc nhiệm PNR, v.v.), tất cả các thành viên của nó đều là những chuyên gia về võ thuật, chống du kích, nhảy dù, chiến đấu đô thị. Nhiệm vụ cơ bản của nó là chống khủng bố, mặc dù nó cũng thỉnh thoảng được sử dụng trong Bảo vệ lãnh đạo Đảng và Nhà nước. Họ thường mặc đồng phục toàn màu đen, bao gồm cả mũ nồi và kể từ năm 2014, nó được gọi là Nhóm Chiến thuật Đặc biệt (Grupo Táctico Especial, GTE).
Đội biệt kích người nhái chiến đấu (Comandos de Nadadores de Combate), là những phần còn lại của Quân đoàn Thủy quân lục chiến, các sĩ quan thành lập ban đầu được đào tạo tại thành phố Baku, Liên Xô cũ. Những người lính Đặc nhiệm này vào những năm 1980 có căn cứ tại cảng Mariel và đội mũ nồi đen. Họ là những đơn vị tinh nhuệ của Hải quân Cách mạng (MGR), họ chuyên về các hoạt động mọi hình thức dưới nước (tuần tra phá hủy, thăm dò, phá hoại, v.v.). Họ trực thuộc Ban Giám đốc MGR. Họ thường mặc đồng phục ngụy trang với huy hiệu có hình cá heo.
Cũng cho đến năm 1993, MINFAR còn có những đội quân đặc biệt khác, vốn đã bị xóa bỏ và sát nhập vào Ong bắp cày đen, những người này được đặt tên là Đội quân dự bị đặc biệt (Tropas de Destino Especial), đội mũ nồi xanh và căn cứ tại "Playa Baracoa" với sự điều hành của Lực lượng Phòng không - Không quân Cách mạng (DAAFAR); trong những năm 1980, họ là một loại quân đổ bộ đường không, họ có biểu tượng của một chiếc dù đang mở.

## Trang thiết bị quân sự
FAR về cơ bản được trang bị bởi công nghệ của Liên Xô cũ. Họ có một ngành công nghiệp quân sự sản xuất vũ khí hạng nhẹ và mìn. Một số nhà máy trong ngành này là loại lớn nhất trong cả nước.
Trong cuộc duyệt binh nhân Lễ kỷ niệm 50 năm FAR, vào ngày 2 tháng 12 năm 2006, những vũ khí của Liên Xô cũ được sửa đổi bởi ngành công nghiệp quân sự Cuba có thể được đánh giá cao. Tương tự, vũ khí bộ binh chính của nó là súng trường tấn công AKM.
FAR cũng thể hiện hoạt động kinh tế mạnh mẽ trong đời sống dân sự, thông qua các công ty du lịch và thương mại như một cách tự tài trợ.

### Súng bộ binh
| Hình ảnh                              | Chủng loại               | Nguồn gốc      | Loại |
| Súng trường                           | Súng trường              | Súng trường    | Súng trường |
| ------------------------------------- | ------------------------ | -------------- | --- |
|                                       | AKM                      | Liên Xô / Cuba | Súng trường tấn công. Ở Cuba, chúng được sản xuất với số lượng lớn và được hiện đại hóa với ống ngắm quang học và ống giảm thanh tối tân.                                                           |
|                                       | AKS-74U                  | Liên Xô        | Được sử dụng bởi lính dù và một số đơn vị lính Đặc nhiệm |
|                                       | AMD-65                   | Hungary        | Súng trường tấn công |
|                                       | Vz. 58                   | Tiệp Khắc      | Súng trường tấn công |
|                                       | APS                      | Liên Xô        | Súng trường tấn công dưới nước được sử dụng bởi lực lượng đặc biệt |
| Súng máy                              |                          |                | |
| Tập tin:RPK Machine Gun 7.62 x 39.jpg | RPK                      | Liên Xô        | Súng trung liên |
|                                       | Súng máy hạng nặng KPV   | Liên Xô        | Súng máy hạng nặng |
|                                       | DShK                     | Liên Xô        | Súng máy hạng nặng |
|                                       | Goriunov SG-43/SGM       | Liên Xô        | súng máy hạng trung. Được Lực lượng Dân quân Lãnh thổ sử dụng |
| Tập tin:PKmachinegun.jpg              | PKM                      | Liên Xô        | súng máy đa năng |
| Súng bắn tỉa                          |                          |                | |
|                                       | SVD                      | Liên Xô        | Súng trường bắn tỉa |
|                                       | Súng trường Mosin-Nagant | Liên Xô/ Cuba  | Ở Cuba sản xuất theo mẫu 7,62mm |
|                                       | Turquino                 | Cuba           | với nòng hoán đổi, có thể sử dụng loại đạn 7,62mm; 5,56mm và 9mm. Nó được sản xuất ở Cuba cho các hoạt động đặc biệt. Nó có hai biến thể, tiêu chuẩn với nòng 16 "và được cắt tỉa với nòng ngắn hơn |
| Tập tin:Alejandro.png                 | Alejandro                | Cuba           | Súng bắn tỉa 7,62 × 54 mm được thiết kế và sản xuất tại Cuba |
|                                       | Mambi                    | Cuba           | Súng bắn tỉa 12,7 × 108 mm |
|                                       | Zaco                     | Cuba           | Súng trường bắn tỉa NATO 7,62 × 51mm Sản xuất ở Cuba có 3 biến thể của súng trường này |
| Súng phóng lựu                        |                          |                | |
|                                       | RPG-7                    | Liên Xô/ Cuba  | Súng chống tăng |
|                                       | SPG-9                    | Liên Xô        | Pháo không giật 73mm |
|                                       | AGS-17                   | Liên Xô        | Súng phóng lựu |
|                                       | Súng phóng lựu M79       | Hoa Kỳ/ Cuba   | Súng phóng lựu |
| Súng ngắn                             |                          |                | |
|                                       | Makarov                  | Liên Xô/ Cuba  | Súng lục bán tự động |
|                                       | CZ 75                    | Tiệp Khắc      | Súng lục bán tự động |
|                                       | Stechkin APS             | Liên Xô        | |
| Súng tiểu liên                        |                          |                | |
|                                       | PM-63 RAK                | Ba Lan         | |
| Khác                                  |                          |                | |
|                                       | LPO-50                   | Liên Xô        | Súng phun lửa |
|                                       | Lựu đạn RGD-5            | Liên Xô        | |
|                                       | Lựu đạn RG-42            | Liên Xô        | |
|                                       | Lựu đạn RKG-3            | Liên Xô        | |
|                                       | Lựu đạn F-1              | Liên Xô        | |

### Thiết giáp
| Hình ảnh                  | Chủng loại                       | Nguồn gốc                 | Loại |
| Xe tăng chiến đấu chủ lực | Xe tăng chiến đấu chủ lực        | Xe tăng chiến đấu chủ lực | Xe tăng chiến đấu chủ lực |
| ------------------------- | -------------------------------- | ------------------------- | --- |
|                           | T-34-85                          | Liên Xô                   | Loại xe tăng này được sử dụng làm pháo tự hành với M-46 hoặc D-30 gắn trên xe |
|                           | T-54/55                          | Liên Xô                   | Đang được biên chế 1200 chiếc và khoảng 500 chiếc được hiện đại hóa thành biến thể T-55M và cũng được sử dụng làm pháo tự hành với 130mm M-46 được gắn làm pháo tự hành tầm xa. Chúng cũng là nền tảng di động cho tên lửa SA-2 và SA-3          |
|                           | T-62                             | Liên Xô                   | Có 500 chiếc và khoảng 400 chiếc được trang bị thêm cho biến thể T-62M |
| Xe tăng hạng nhẹ          |                                  |                           | |
|                           | PT-76                            | Liên Xô                   | Có 60 chiếc biên chế trong Hải quân Cách mạng |
| Xe trinh sát              |                                  |                           | |
|                           | BRDM-2                           | Liên Xô/ Cuba             | Xe trinh sát bọc thép lội nước. Được sử dụng bởi Quân đội Đặc biệt. Chúng được sản xuất tại Cuba và được hiện đại hóa bằng súng cối 120mm |
| Xe bọc thép chở quân      |                                  |                           | |
|                           | BTR-152                          | Liên Xô                   | Có một phiên bản của loại xe này với ZU-23-2 gắn phía sau |
|                           | BTR-60                           | Liên Xô                   | Có 800 chiếc đang biên chế. Có một số phiên bản của loại xe này. Một với tháp pháo T-55 và pháo 100mm, một tháp khác với tháp BMP-1 và một pháo 73mm trang bị AT-3 Sagger và một tháp khác với súng máy phòng không 37mm hoặc ZU-23-2 trên 23mm. |
|                           | BTR-70                           | Liên Xô                   | |
| Xe chiến đấu bộ binh      |                                  |                           | |
|                           | BMD-1                            | Liên Xô                   | Xe chiến đấu bộ binh bánh xích nhảy dù lội nước. Có 500 chiếc đang trong biên chế |
|                           | BMP-1                            | Liên Xô                   | Xe chiến đấu bộ binh. Ở Cuba, biến thể BMP-1P được sử dụng với tên lửa chống tăng AT-4 Spigot |
|                           | Xe bọc thép đa dụng David/Iguana | Cuba                      | Là loại xe bọc thép được sản xuất ở Cuba tương tự như BTR-40 |

### Pháo cối
| Hình ảnh      | Chủng loại                           | Nguồn gốc     | Loại                                                          |
| Pháo xe kéo   | Pháo xe kéo                          | Pháo xe kéo   | Pháo xe kéo                                                   |
| ------------- | ------------------------------------ | ------------- | ------------------------------------------------------------- |
|               | Lựu pháo A-19 122mm                  | Liên Xô       | Lựu pháo 122mmm                                               |
|               | Lựu pháo D-20 152 mm                 | Liên Xô       | Lựu pháo 152mm                                                |
|               | Lựu pháo D-30 122mm                  | Liên Xô       | Lựu pháo 122mm                                                |
|               | Pháo dã chiến cấp sư đoàn D-44 85 mm | Liên Xô       | Pháo chống tăng                                               |
|               | Lựu pháo M-30 122mm                  | Liên Xô       | Lựu pháo 122mm                                                |
|               | Pháo 130mm M46                       | Liên Xô       | Pháo dã chiến                                                 |
|               | Pháo chống tăng 100 mm T-12          | Liên Xô       | Pháo chống tăng                                               |
| Pháo tự hành  |                                      |               |                                                               |
|               | 2S1 Gvozdika                         | Liên Xô       | Pháo tự hành. Có 100 chiếc đang trong biên chế                |
|               | 2S3 Akatsiya                         | Liên Xô       | Pháo tự hành. Có 120 chiếc đang trong biên chế                |
| Pháo phản lực |                                      |               |                                                               |
|               | BM-21                                | Liên Xô/ Cuba | Pháo phản lực 122 mm 40 ống. Có 260 chiếc đang trong biên chế |
|               | BM-14                                | Liên Xô       | Được sử dụng bởi Bộ đội Biên phòng và MTT                     |
| Pháo cối      |                                      |               |                                                               |
|               | 82-PM-41                             | Liên Xô       |                                                               |
|               | 120-PM-43                            | Liên Xô       |                                                               |
|               | 120-PM-38                            | Liên Xô       |                                                               |

### Tên lửa
| Hình ảnh              | Chủng loại         | Nguồn gốc         | Loại                                                          |
| Tên lửa chống hạm     | Tên lửa chống hạm  | Tên lửa chống hạm | Tên lửa chống hạm                                             |
| --------------------- | ------------------ | ----------------- | ------------------------------------------------------------- |
|                       | P-15M Termit       | Liên Xô           | Được sử dụng trong Hải quân Cách mạng                         |
| Tên lửa mặt đất       |                    |                   |                                                               |
|                       | 3M6 Shmel          | Liên Xô           | Tên lửa chống tăng                                            |
|                       | 9M14 Malyutka      | Liên Xô/ Cuba     | Tên lửa chống tăng                                            |
|                       | 9K111 Fagot        | Liên Xô           | Tên lửa chống tăng                                            |
| Tên lửa đất đối không |                    |                   |                                                               |
|                       | 2K12 Kub           | Liên Xô           | Có 12 hệ thống trong biên chế                                 |
|                       | Strela 2           | Liên Xô           | Có 60 hệ thống trong biên chế                                 |
|                       | 9K33 Osa           | Liên Xô           | Có 16 hệ thống trong biên chế                                 |
|                       | 9K31 Strela-1      | Liên Xô           | Có 60 hệ thống trong biên chế                                 |
|                       | 9K35 Strela-10     | Liên Xô           | Có 42 hệ thống trong biên chế                                 |
|                       | 9K34 Strela-3      | Liên Xô           | Có 50 hệ thống trong biên chế                                 |
|                       | 9K38 Igla          | Liên Xô           | Có 120 hệ thống trong biên chế                                |
|                       | S-75 Dvina         | Liên Xô           | Có 150 hệ thống trong biên chế. Tên lửa đất đối không tự hành |
|                       | S-125 Neva/Pechora | Liên Xô           | Có 250 hệ thống trong biên chế. Tên lửa đất đối không tự hành |

### Súng phòng không
| Hình ảnh         | Chủng loại       | Nguồn gốc        | Loại                           |
| Súng phòng không | Súng phòng không | Súng phòng không | Súng phòng không               |
| ---------------- | ---------------- | ---------------- | ------------------------------ |
|                  | ZSU-23-2         | Liên Xô          | Có 500 chiếc trong biên chế    |
|                  | ZPU-4            | Liên Xô          | Có 300 chiếc trong biên chế    |
|                  | ZSU-23-4         | Liên Xô          | Có 58 chiếc trong biên chế     |
|                  | ZSU-57-2         | Liên Xô          | Có 35 chiếc trong biên chế     |
|                  | AZP S-60         | Liên Xô          | Có 520 hệ thống trong biên chế |

### Máy bay
| Hình ảnh           | Chủng loại              | Nguồn gốc         | Loại                                                                         |
| Máy bay chiến đấu  | Máy bay chiến đấu       | Máy bay chiến đấu | Máy bay chiến đấu                                                            |
| ------------------ | ----------------------- | ----------------- | ---------------------------------------------------------------------------- |
|                    | Mikoyan MiG-29          | Liên Xô/ Nga      | Có 21 chiếc MiG-29SM, 4 chiếc MiG-29UB                                       |
|                    | Mikoyan-Gurevich MiG-23 | Liên Xô           | Có 21 chiếc MiG-23MF, 39 chiếc MiG-23BN, 15 chiếc MiG-23ML, 5 chiếc MiG-23UB |
|                    | Mikoyan-Gurevich MiG-21 | Liên Xô           | Có 84 chiếc MiG-21bis, 36 chiếc MiG-21MF, 15 chiếc MiG-21US/UM               |
| Máy bay vận chuyển |                         |                   |                                                                              |
|                    | Yakovlev Yak-40         | Liên Xô           | Có 4 chiếc đang trong biên chế                                               |
|                    | Antonov An-32           | Liên Xô           | Có 2 chiếc đang trong biên chế                                               |
|                    | Antonov An-26           | Liên Xô           | Có 20 chiếc đang trong biên chế                                              |
|                    | Antonov An-24           | Liên Xô           | Có 3 chiếc đang trong biên chế                                               |
|                    | Antonov An-2            | Liên Xô           | Có 30 chiếc đang trong biên chế                                              |
| Máy bay đào tạo    |                         |                   |                                                                              |
|                    | Aero L-39 Albatros      | Tiệp Khắc         | Có 25 chiếc đang trong biên chế                                              |
|                    | Z-326                   | Tiệp Khắc         | Có 20 chiếc đang trong biên chế                                              |
| Máy bay trực thăng |                         |                   |                                                                              |
|                    | Mil Mi-2                | Ba Lan            | Có 2 chiếc đang trong biên chế                                               |
|                    | Mil Mi-8                | Liên Xô           | Có 40 chiếc đang trong biên chế                                              |
|                    | Mil Mi-17               | Nga               | Có 34 chiếc đang trong biên chế                                              |
|                    | Mil Mi-24               | Liên Xô           | Trực thăng chiến đấu. Có 28 chiếc đang trong biên chế                        |
|                    | Mil Mi-14               | Liên Xô           | Trực thăng chống tàu ngầm. Có 10 chiếc đang trong biên chế                   |
|                    | Kamov Ka-27             | Liên Xô           | Trực thăng chống tàu ngầm. Có 4 chiếc đang trong biên chế                    |

### Tàu chiến
| Hình ảnh     | Chủng loại                  | Nguồn gốc    | Loại                                          |
| Tàu khu trục | Tàu khu trục                | Tàu khu trục | Tàu khu trục                                  |
| ------------ | --------------------------- | ------------ | --------------------------------------------- |
|              | Tàu khu trục lớp Rio Damuji | Cuba         | Có 2 chiếc trong biên chế                     |
| Tàu hộ tống  |                             |              |                                               |
|              | Tàu hộ tống lớp Pauk        | Liên Xô      | Tàu chống tàu ngầm. Có 1 chiếc trong biên chế |
| Tàu tên lửa  |                             |              |                                               |
|              | Tàu tên lửa lớp Osa         | Liên Xô      | Tàu tên lửa. Có 8 chiếc trong biên chế        |
| Tàu tuần tra |                             |              |                                               |
|              | Tàu tuần tra lớp Stenka     | Liên Xô      | Có 2 chiếc trong biên chế                     |
|              | Tàu tuần tra lớp Zhuk       | Liên Xô      | Có 45 chiếc trong biên chế                    |
| Tàu quét mìn |                             |              |                                               |
|              | Tàu quét mìn lớp Sonya      | Liên Xô      | Có 3 chiếc trong biên chế                     |
|              | Tàu quét mìn lớp Korund     | Liên Xô      | Có 5 chiếc trong biên chế                     |
| Tàu ngầm     |                             |              |                                               |
|              | Tàu ngầm lớp Delfin         | Cuba         | Có 10 chiếc trong biên chế                    |

## Trung tâm huấn luyện

### Trường Đại học Quốc phòng
Trường Đại học Quốc phòng (CODEN) được thành lập vào tháng 10 năm 1990 với tư cách là một trung tâm giáo dục đại học trực thuộc Bộ Lực lượng Vũ trang Cách mạng. Trường phụ trách công tác đào tạo sau đại học cho các cán bộ quân dân chính của đất nước liên quan đến khái niệm và phát triển An ninh quốc phòng. Nó cũng nhằm mục đích tăng cường nhận thức của quốc gia về bảo vệ Tổ quốc và góp phần phát triển quan hệ đối ngoại của đất nước.

### Trường quân sự Camilo Cienfuegos
Trường quân sự Camilo Cienfuegos là trung tâm dự bị đại học quân sự chuyên nghiệp là cơ sở giáo dục trực thuộc FAR; mang tên của Chỉ huy quân nổi dậy Camilo Cienfuegos, một trong những người sáng lập Lực lượng vũ trang cách mạng (FAR) và là chiến binh của Quân nổi dậy. Hiện có 20 cơ sở trên khắp cả nước.

### Học viện José Maceo y Grajales
Học viện được thành lập vào ngày 15 tháng 9 năm 1980 đặt tại Santiago de Cuba. Nó được đặt theo tên của José Maceo Grajales, nhà lãnh đạo quân sự trong các cuộc chiến tranh giành độc lập của Cuba vào thế kỷ trước. Học viện chủ yếu huấn luyện sĩ quan của lục quân và lực lượng đặc nhiệm.

### Trường Interarmas Trung tướng Antonio Maceo y Grajales (EIGAM)
Trường được thành lập vào tháng 2 năm 1963, có nhiều kinh nghiệm trong việc đào tạo các sĩ quan cho FAR. Trụ sở nằm ở phía tây nam của Havana, hàng trăm thanh niên được đào tạo thành sĩ quan FAR trong lục quân; huấn luyện chuyên môn của binh chủng đặc công.

### Học viện Kỹ thuật Quân sự José Martí
Trường được hình thành để đào tạo sĩ quan và hạ sĩ quan cho Lực lượng Phòng không và Không quân Cuba. Nó nằm ở Thành phố Havana. Trường được vinh dự mang tên của José Martí, Anh hùng dân tộc của Cuba.

### Học viện FAR Đại tướng Máximo Gómez Báez
Học viện thành lập ngày 3 tháng 7 năm 1963 và hiện là trung tâm giảng dạy chính của Lực lượng vũ trang cách mạng. Trụ sở nằm ở phía đông Havana, đào tạo quân sự cho hàng trăm sĩ quan trẻ để giữ các vị trí cấp cao trong quân sự. Nó mang tên của Máximo Gómez Báez, một người Dominica đã chiến đấu cho độc lập của Cuba và trở thành Tổng tham mưu Quân đội Giải phóng.

### Học viện Hải quân Granma
Nằm ở phía đông Havana, nó có chung cơ sở vật chất với Học viện FAR "Đại tướng Máximo Gómez". Mục tiêu của trường là đào tạo các sĩ quan cho Hải quân. Học viện này bắt đầu đào tạo các sĩ quan cho Hải quân Cách mạng vào năm 1959, trở thành học viện có bề dày lịch sử của Cuba. Granma là tên của chiếc thuyền dẫn 82 thành viên từ Mexico, dưới sự chỉ huy của Fidel Castro Ruz, cập bến Cuba vào ngày 2 tháng 12 năm 1956 để bắt đầu cuộc khởi nghĩa.

### Trường quân sự cấp cao Comandante Arides Estévez Sánchez
Cơ quan chịu trách nhiệm đào tạo quân sự. Tên của trường mang tên Chỉ huy Arides Estévez, một sĩ quan Lực lượng Vũ trang Cách mạng đã hy sinh trong một nhiệm vụ quốc tế và là một trong những người đứng đầu đầu tiên của Tổng cục Tình báo Quân đội.

### Đại học Khoa học Y tế FAR
Được thành lập ngày 7 tháng 10 năm 1981, là đơn vị trực thuộc Bộ Lực lượng vũ trang cách mạng, được quy hoạch để đào tạo sĩ quan có trình độ y tế cao hơn, nâng cao trình độ, đào tạo sau đại học và nghiên cứu trong lĩnh vực Quân sự Y học, phù hợp với yêu cầu của Đảng, Nhà nước và FAR.

## Các nhiệm vụ tham chiến
Ngoài các nhiệm vụ được thực hiện trên lãnh thổ Cuba trong Cuộc xâm lược Girón (1961), FAR đã tham gia vào các cuộc xung đột ở Algeria (1963), Syria (1973), Ethiopia (1978), Angola (1975-1989) và Nicaragua (những năm 80). Các thành viên của FAR, một số trong số họ ngày nay với cấp bậc quân sự cao, đã tham gia vào các hoạt động vũ trang khác nhau để hỗ trợ quân du kích ở Venezuela (1960), Argentina (1960), El Salvador (1980), cũng như ở các quốc gia khác nhau ở châu Phi.
Vào năm 1975, FAR đã hỗ trợ cho chính phủ Agostinho Neto ở Angola với mục đích bảo vệ chính phủ Neto và làm thất bại chế độ phân biệt chủng tộc Nam Phi ở Cuito Cuanvale năm 1988, và một trong những yếu tố phá hủy chế độ đó. Chiến dịch này, được gọi là "Chiến dịch Carlota", đã điều động hơn 300,000 binh sĩ Cuba đến Angola trong mười ba năm, trong những năm cuối cùng có hơn 50,000 quân trên đất Angola, với hơn một nghìn phương tiện bọc thép và hàng chục máy bay chiến đấu, với lực lượng hậu cần hùng hậu.
Danh sách này chỉ bao gồm việc điều động các quân nhân Cuba là lực lượng chính quy được công nhận là những người tham chiến giữa các quốc gia.
- Xâm lược Vịnh Con Lợn, đánh bại một lữ đoàn lính đánh thuê do Hoa Kỳ cử đến.
- Chiến tranh Cát ở Algeria là cuộc can thiệp đầu tiên của lực lượng vũ trang Cuba trên lãnh thổ nước ngoài theo yêu cầu của chính phủ Algeria khi đó, bị Maroc tấn công. Kết quả: Maroc rút quân.
- Chiến tranh Yom Kippur theo yêu cầu của chính phủ Syria. FAR đến vào giai đoạn cuối của cuộc xung đột nhưng vẫn tổ chức các cuộc đấu pháo với lực lượng Israel.
- Chiến dịch Carlota, đáp ứng yêu cầu của chính phủ Agostinho Neto và tham gia vào Nội chiến Angola và Chiến tranh Biên giới Nam Phi. Kết quả: Đánh bại Quân đội Nam Phi, giải phóng Namibia, giáng đòn chí mạng vào chế độ Apartheid Nam Phi.
- Nội chiến Ethiopia và Chiến tranh Ogaden theo yêu cầu của chính phủ Ethiopia. Kết quả: Somali bại trận.
- Cuộc Cách mạng Sandinista ở Nicaragua. Nhà nước Cuba đã cử quân nhân đến cố vấn cho các cơ quan tình báo và an ninh quân sự Nicaragua. Kết quả: Sự tồn tại của chế độ Sandinista.
- Cuộc hỗ trợ thất bại đến Cộng hòa Dominica để lật đổ nhà độc tài Trujillo, liên minh với những người Dominica lưu vong.
- Cuộc xâm lược Granada của Mỹ. Một số cố vấn quân sự Cuba cùng với các nhân viên dân sự (chủ yếu là thợ xây dựng), hầu như không có vũ khí hạng nặng, đã đối mặt với cuộc xâm lược của Mỹ cùng với quân đội Granada trong một cuộc chiến không cân sức.

## Các tướng lĩnh tiêu biểu

### Danh dự
- Tổng tư lệnh Fidel Castro Ruz - Chủ tịch Hội đồng Nhà nước (1976-2008). Nhà lãnh đạo lịch sử của Cách mạng (mất năm 2016)
- Tư lệnh Cách mạng Ramiro Valdés Menéndez - Phó Thủ tướng Chính phủ.
- Tư lệnh Cách mạng Guillermo García Frías - Chủ tịch INRE
- Tư lệnh Cách mạng Juan Almeida Bosque (mất năm 2009)

### Tướng
- Đại tướng Raúl Castro Ruz - Bí thư thứ nhất Trung ương Đảng Cộng sản Cuba (2011-2021)
- Thượng tướng Leopoldo Cintra Frías - Bộ trưởng Bộ Lực lượng Vũ trang Cách mạng (2011-2021)
- Thượng tướng Álvaro López Miera - Bộ trưởng Bộ Lực lượng Vũ trang Cách mạng (2021-nay), Tổng tham mưu trưởng FAR (2001-nay)
- Thượng tướng Joaquín Quintas Solá - Thứ trưởng Bộ Lực lượng Vũ trang Cách mạng
- Thượng tướng Ramón Espinosa Martín - Thứ trưởng Bộ Lực lượng Vũ trang Cách mạng
- Thượng tướng Abelardo Colomé Ibarra - Bộ trưởng Bộ Nội vụ (1989-2015)
- Thượng tướng Rigoberto García Fernández - Thứ trưởng Bộ Nội vụ
- Thượng tướng Julio Casas Regueiro - Bộ trưởng Bộ Lực lượng Vũ trang Cách mạng (2008-2011). Mất năm 2011
- Thượng tướng Sixto Batista Santana - Nguyên Thứ trưởng Bộ Lực lượng Vũ trang Cách mạng. Mất năm 2014
- Trung tướng Romárico Sotomayor García - Thứ trưởng Bộ Nội vụ
- Trung tướng José Milián Pino - Thứ trưởng Bộ Nội vụ
- Trung tướng Ramón Pardo Guerra
- Trung tướng Leonardo Andollo Valdés
- Trung tướng Humberto Francis Pardo
- Trung tướng Onelio Aguilera Bermúdez - Tư lệnh Quân khu miền Đông
- Trung tướng Raúl Rodríguez Lobaina - Tư lệnh Quân khu miền Trung
- Trung tướng Lucio Morales Abad - Tư lệnh Quân khu miền Tây
- Trung tướng Manuel S. Pérez Hernández - Tư lệnh Quân đội Lao động Thanh niên
- Trung tướng José Carrillo Gómez - Chủ nhiệm Chính trị FAR
- Trung tướng Ermio Hernández Rodríguez
- Trung tướng Jorge Guerrero Almaguer
- Trung tướng Roberto Legrá Sotolongo - Tham mưu trưởng Lục quân miền Tây
- Trung tướng Rafael Hernández Delgado - Tham mưu trưởng Lục quân miền Đông
- Trung tướng Rubén Martínez Puente
- Trung tướng Orlando Almaguel Vidal
- Trung tướng Elfre Pérez Zaldívar
- Trung tướng Samuel Rodiles Planas
- Trung tướng Urbelino Betancourt Cruces - Giám đốc Học viện FAR
- Trung tướng Guillermo Rodríguez del Pozo
- Phó Đô đốc Pedro Miguel Pérez Betancourt - Tổng cục trưởng Tổng cục Hải quan Cộng hòa (2010-nay)
- Phó Đô đốc Julio César Gandarilla Bermejo - Bộ trưởng Bộ Nội vụ (2017-2020). Mất năm 2020